# Nemesi Marquès Oste
Nemesi Marquès Oste (né à Cabó, Lérida, Espagne, le 17 mai 1935) est depuis le 30 juillet 2003 l'actuel représentant de l'Évêque d'Urgell en Andorre. L'évêque d'Urgell est l'un des deux coprinces d'Andorre.

## Biographie
Nemesi Marquès Oste est un prêtre catholique ; il a été le recteur de Bellestar, petit village de 55 habitants dans la municipalité catalane de Montferrer i Castellbò.